# Engelbert Guzdek
Engelbert Guzdek (ur. 29 października 1909 w Stonawie, zm. 22 sierpnia 1943 w Otfinowie) – folksdojcz, niemiecki zbrodniarz wojenny polskiego pochodzenia zwany Katem Powiśla oraz Krwawym upiorem, starszy wachmistrz w Ordnungspolizei stacjonujący podczas II wojny światowej na terenie Generalnego Gubernatorstwa. Od 1942 roku znajdował się na terenie powiatu dąbrowskiego.

## Życiorys

### Okres przedwojenny
Ojciec Engelberta, Jan Guzdek urodził się w 1880 roku w Andrychowie. Wkrótce po roku 1900 przyjechał do Stonawy na Śląsku Cieszyńskim jako czeladnik masarski, a po nabyciu uprawnień mistrza masarskiego osiedlił się tam na stałe. W roku 1909 poślubił Annę Ciemalę z Harbutowic koło Skoczowa, kucharkę na plebanii w Skoczowie. W tym samym roku urodził się Engelbert. Miał on dwóch młodszych braci – Rudolfa (urodzony w roku 1912) oraz Józefa (urodzony w roku 1913). W Skoczowie cała rodzina zamieszkiwała w domu numer 258, którego właścicielem był Alois Feber. W okresie przedwojennym Engelbert głównie pomagał ojcu w zakładzie masarskim. Podczas pracy posiadał on zwyczaj picia świeżej krwi zwierzęcej. Charakteryzował się on bardzo dużym wzrostem (190 cm) oraz skłonnościami sadystycznymi. Pierwsze z morderstw jakich dokonał miało miejsce jeszcze w okresie przedwojennym. Zamaskowany, wraz z dwoma innymi osobami, napadł na 33-letniego Faustyna Gołąbka. Engelbert podczas awantury został przez Gołąbka zdemaskowany, co spowodowało, że w konsekwencji zastrzelił 33-latka. Posiadając pieniądze na zakup bydła na Słowacji, ukrywał się aż do momentu wyciszenia sprawy morderstwa.
Rodzina Guzdków była w stanie otworzyć drugi sklep mięsny, jednak przez alkoholizm ojca Engelberta interes rodzinny podupadł, a matka uciekła z kochankiem ze Stonawy. Jan Guzdek pozostał w Stonawie do roku 1952, w którym to przeprowadził się do Czeskiego Cieszyna.
Engelbert wstąpił do niemieckiej żandarmerii odbywając najpierw kurs w Krakowie. Następnie stacjonował kolejno w Gorlicach, Jaśle, Tarnowie, Radgoszczy, Mędrzechowie i Otfinowie, gdzie został zastrzelony.

### Mord Romów w Szczuroweji Żabnie
Najbardziej znaczącą zbrodnią Engelberta Guzdka było współuczestnictwo w mordzie 93 Romów w Szczurowej 3 lipca 1943 roku. Ze 130 mieszkańców osady ocalało jedynie 36 osób, m.in. Krystyna Gil z domu Ciuroń. Według jej zeznań do każdej z ofiar strzelał on osobiście, by móc się pochwalić, że przekroczył już liczbę tysiąca zabitych osób. W nagrodę za przeprowadzenie akcji likwidacji osady Guzdek otrzymał specjalne podziękowania i nagrodę pieniężną od tarnowskiego gestapo. Był jednak rozczarowany brakiem awansu. Musiał na niego poczekać do następnej akcji likwidacyjnej, tym razem osady w Żabnie na początku lipca 1943 roku. Pierwsze aresztowania miały miejsce w nocy z 8 na 9 lipca. Mieszkańców zbierano na rynku w centrum miasta, a następnie przewożono bezpośrednio na cmentarz, gdzie wykonywano egzekucje. Osobą nadzorującą akcję oraz uczestniczącą w zabijaniu był Wilhelm Rommelmann z gestapo (zastrzelił 47 osób). (Po wojnie, w roku 1948 Rommelmann został skazany przez Sąd Okręgowy w Tarnowie na karę śmierci przez powieszenie, a wyrok wykonano 9 września 1948 roku.) W konsekwencji mordu Engelbert Guzdek otrzymał awans na starszego wachmistrza.

### Śmierć
22 sierpnia 1943 roku Engelbert Guzdek wydał rozporządzenie o zorganizowaniu dożynek w miejscowości Otfinów. Uroczystość ta miała się zakończyć rozstrzelaniem trójki wcześniej pojmanych Ukraińców, którzy próbowali przedostać się przez Dunajec promem w Niecieczy. Byli to mężczyźni w wieku 18 do 19 lat, zbiegowie z obozu pracy w Katowicach. Po wszystkich uroczystościach, na plac kościelny w Otfinowie zostali wyprowadzeni skazańcy w eskorcie grupy granatowych policjantów oraz żandarmów, wśród których znajdowali się również Engelbert Guzdek, Austriak Wilhelm Stein oraz Stefan Mądry. Po rozstrzelaniu dwóch Ukraińców, trzeci z nich zaczął uciekać w stronę wałów nad Dunajcem. W pościg za nim pobiegł pijany Guzdek, który wykonał chybiony strzał. Chwilę później strzał oddał również Stein, który zamiast zbiega trafił w Engelberta. Guzdek zmarł na miejscu. Na miejsce wezwana została żona denata, Hildegarda Guzdek, która w tym czasie przyjechała z ich 10-letnim synem Erykiem z wizytą ze Stonawy. Warto wspomnieć, iż Guzdek postrzelił ją chwilę wcześniej tego samego dnia. Wkrótce po pierwszej w nocy pojawiło się na miejscu tarnowskie Gestapo. Ze względu na fakt, iż w głowie denata znajdował się nabój z broni żandarma Steina, stwierdzono jako powód zgonu wypadek i nie wyciągnięto dalszych konsekwencji z tego zajścia, mimo że istniała lista 100 osób z Otfinowa, które w przypadku śmierci Guzdka zostałyby rozstrzelane (każda z osób otrzymała z gestapo specjalne powiadomienie o figurowaniu na tejże liście).
Istnieje jeszcze kilka sprzecznych wersji dotyczących śmierci Engelberta Guzdka. Pierwsza z nich dotyczy Tadeusza Kmiecia z Szarwarku, zwanego Bosonogim Tadkiem (zmarł w wieku 102 lat w 2015 roku w DPS w Wietrzychowicach). Była to osoba niepełnosprawna umysłowo, którą wyjątkowo lubił Guzdek. Do tego stopnia darzył go sympatią, że pozwolił Tadkowi potrzymać jego broń. Wtedy to Kmieć postrzelił Guzdka, aczkolwiek nie śmiertelnie.
Po wojnie jeszcze kilka osób przyznawało się do zastrzelenia Engelberta Guzdka, m.in. żołnierz AK z Ujścia Jezuickiego, Franciszek Sas oraz Tadeusz Krasnodębski (pseudonim „Kostek”) – granatowy policjant, który współpracował z AK (jego zadaniem było śledzenie poczynań Guzdka).

### Los braci Engelberta Guzdka
Rudolf Guzdek zginął na froncie wschodnim pozostawiając żonę i dwóch synów. Najmłodszy brat, Józef Guzdek w pierwszej kolejności trafił do wojska czeskiego, a po zajęciu przez Polskę Zaolzia do wojska polskiego. Na początku II wojny światowej walczył z Niemcami, a po kapitulacji w 1939 roku ukrywał się w pobliżu Tarnowa. Odmówił podpisania volkslisty. Po 1945 roku pracował w Polwidzie jako główny księgowy.